# Tinea (Lepidoptera)
Tinea es un género de la familia de las polillas de la ropa, Tineidae, dentro de la subfamilia Tineinae. Como es evidente por su nombre, es el género tipo nomenclatural de su subfamilia y de su familia. Establecido como uno de los primeros subgrupos de "Phalaena", que solía contener muchas especies de Tineidae que hoy en día se colocan en otros géneros, así como algunas polillas que hoy en día se colocan en otros géneros.

## Especies seleccionadas
El género Tinea incluye las siguientes especies:
- Tinea aetherea Clarke, 1926
- Tinea antricola Meyrick, 1924
- Tinea apicimaculella Chambers, 1875
- Tinea astraea Meyrick, 1911
- Tinea basifasciella Ragonot, 1895
- Tinea behrensella Chambers, 1875
- Tinea belonota Meyrick, 1888
- Tinea bothniella Svensson, 1953
- Tinea carnariella Clemens, 1859
- Tinea chaotica Meyrick, 1893
- Tinea columbariella Wocke, 1877
- Tinea corynephora Turner, 1927
- Tinea croceoverticella Chambers, 1876
- Tinea drymonoma Turner, 1923
- Tinea dubiella Stainton, 1859
- Tinea flavescentella Haworth, 1828
- Tinea flavofimbriella (Chrétien, 1925)
- Tinea granella Linnaeus, 1758
- Tinea grumella Zeller, 1873
- Tinea irrepta Braun, 1926
- Tinea lanella Pierce & Metcalfe, 1934
- Tinea mandarinella Dietz, 1905
- Tinea melanoptycha (Turner, 1939)
- Tinea messalina Robinson, 1979
- Tinea misceella Chambers, 1873
- Tinea murariella Staudinger, 1859
- Tinea niveocapitella Chambers, 1875
- Tinea occidentella Chambers, 1880
- Tinea omichlopis Meyrick, 1928 (T. nonimella)
- Tinea pallescentella Stainton, 1851 (T. galeatella)
- Tinea pellionella Linnaeus, 1758
- Tinea poecilella Rebel, 1940
- Tinea porphyropa Meyrick, 1927
- Tinea porphyrota Meyrick, 1893 (posición temporaria)
- Tinea semifulvella
- Tinea steueri Petersen, 1966
- Tinea straminiella Chambers, 1873
- Tinea svenssoni Opheim, 1965
- Tinea thoracestrigella Chambers, 1876
- Tinea translucens Meyrick, 1917
- Tinea tridectis Meyrick, 1893
- Tinea trinotella
- Tinea unomaculella Chambers, 1875
- Tinea xanthostictella Dietz, 1905

Las especies colocadas anteriormente aquí incluyen, por ejemplo, Ceratobia oxymora. Antes del siglo XIX, muchas polillas sin relación se colocaron en Tinea en un momento u otro.

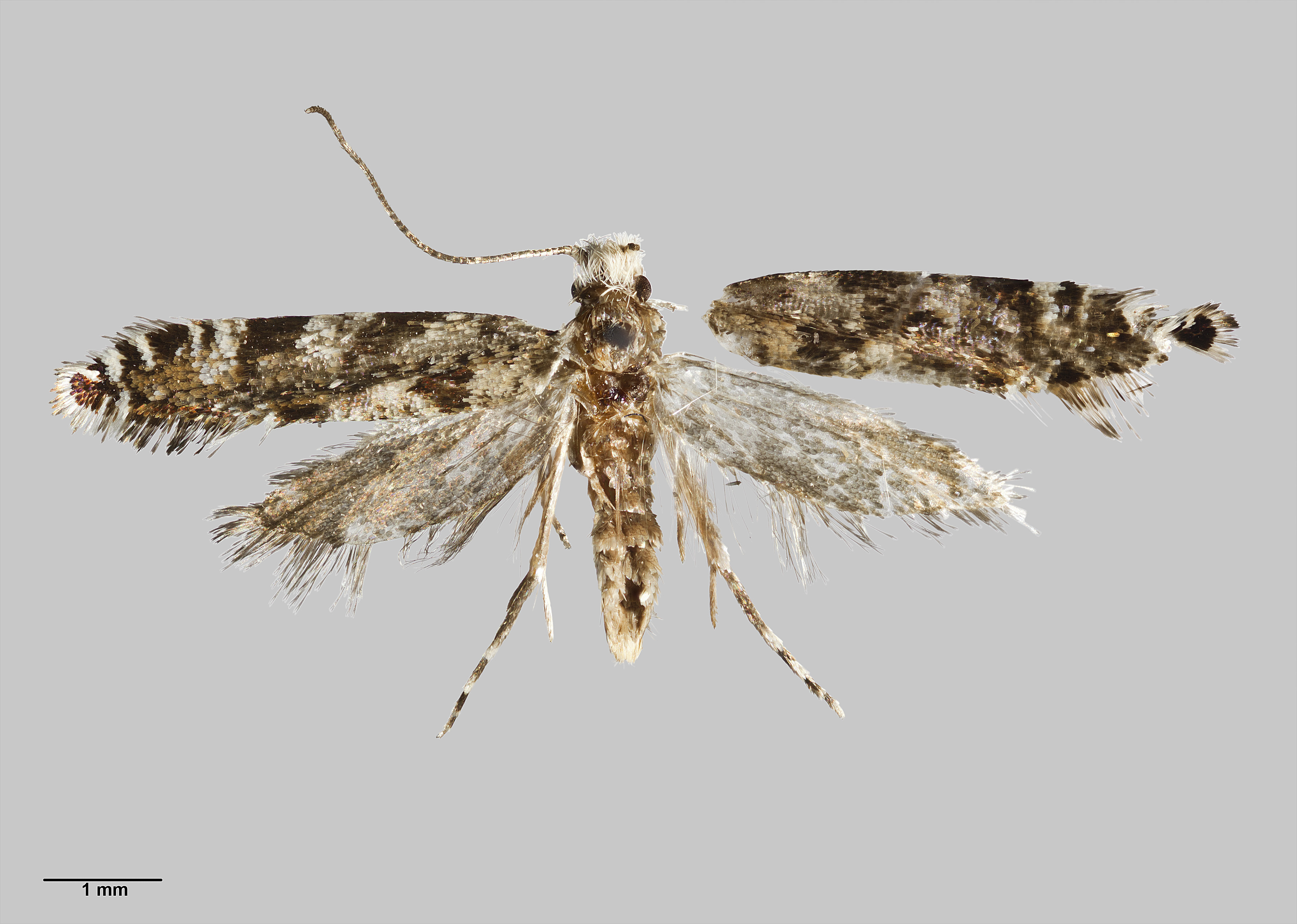
Tinea aetherea
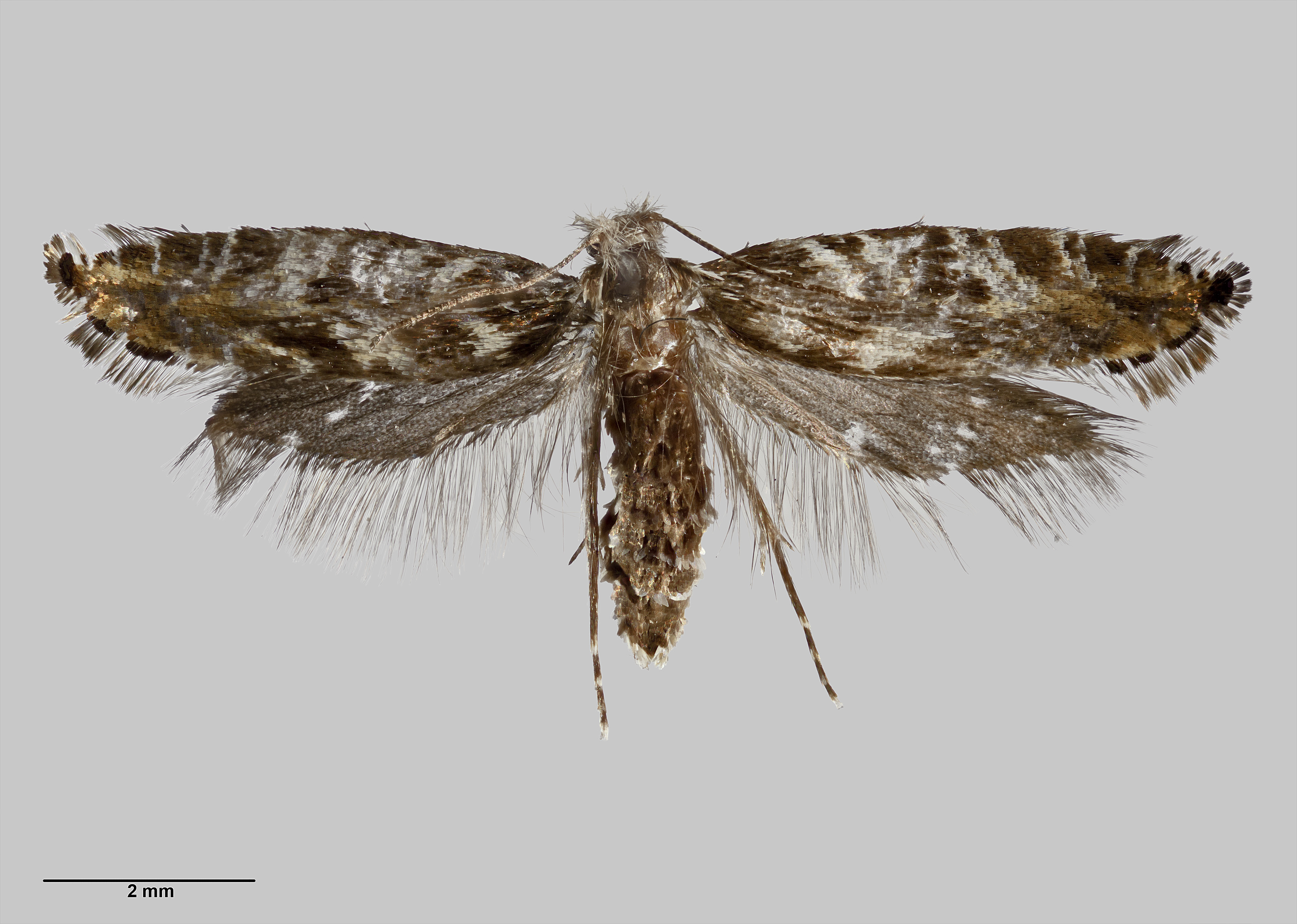
Tinea astraea
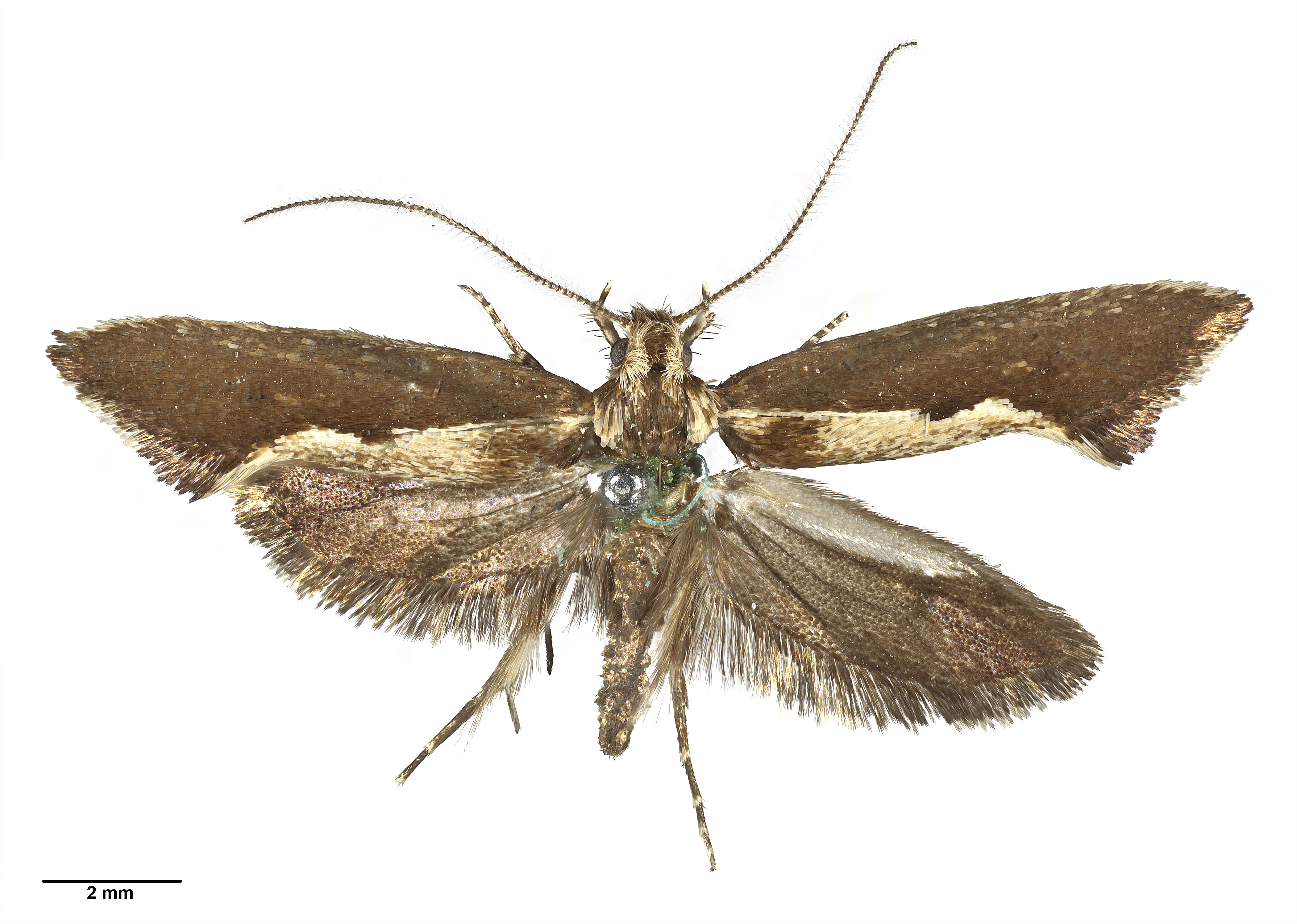
Tinea belonota
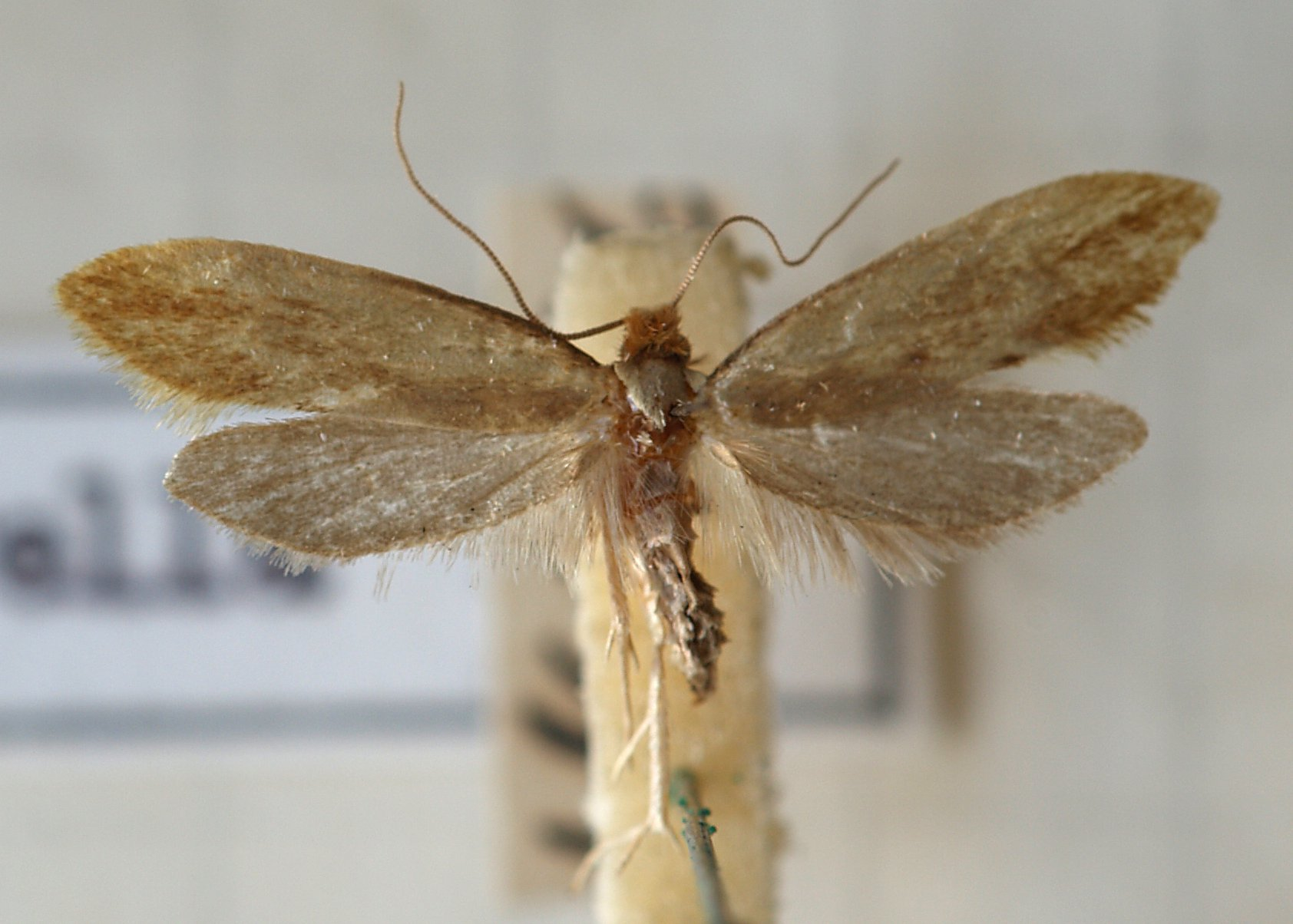
Tinea semifulvella
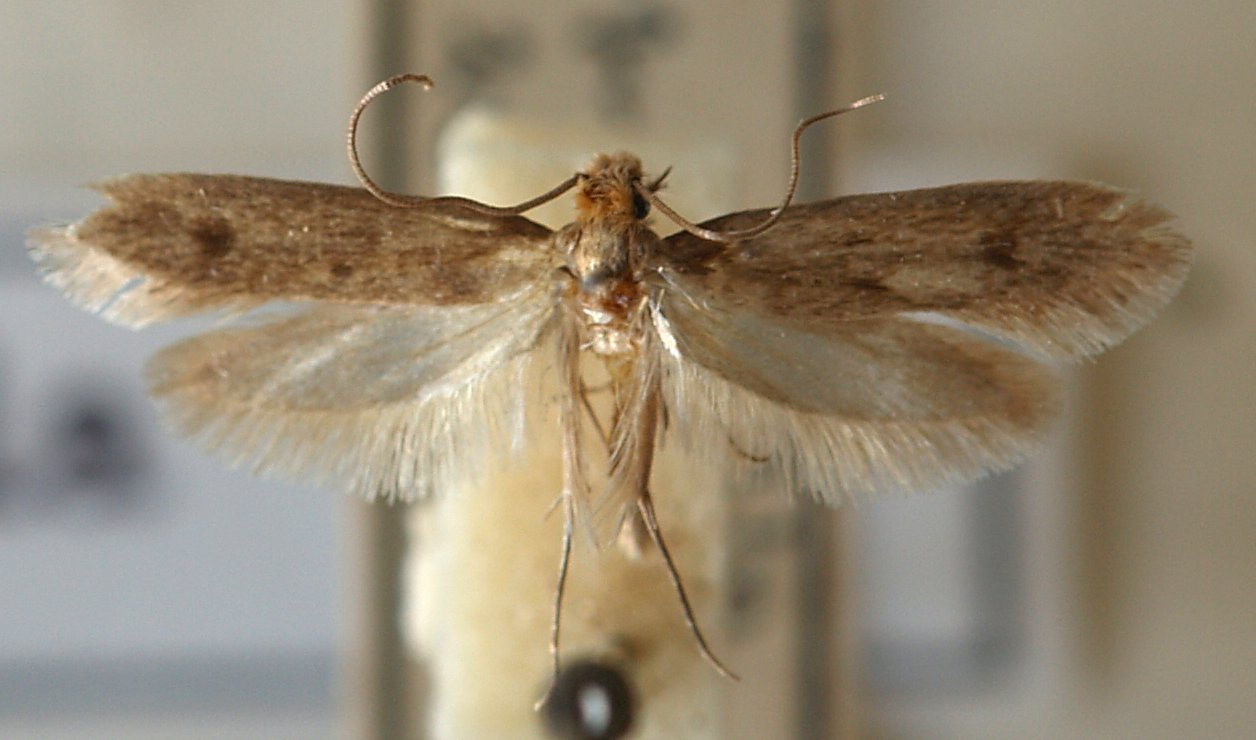
Tinea pellionella
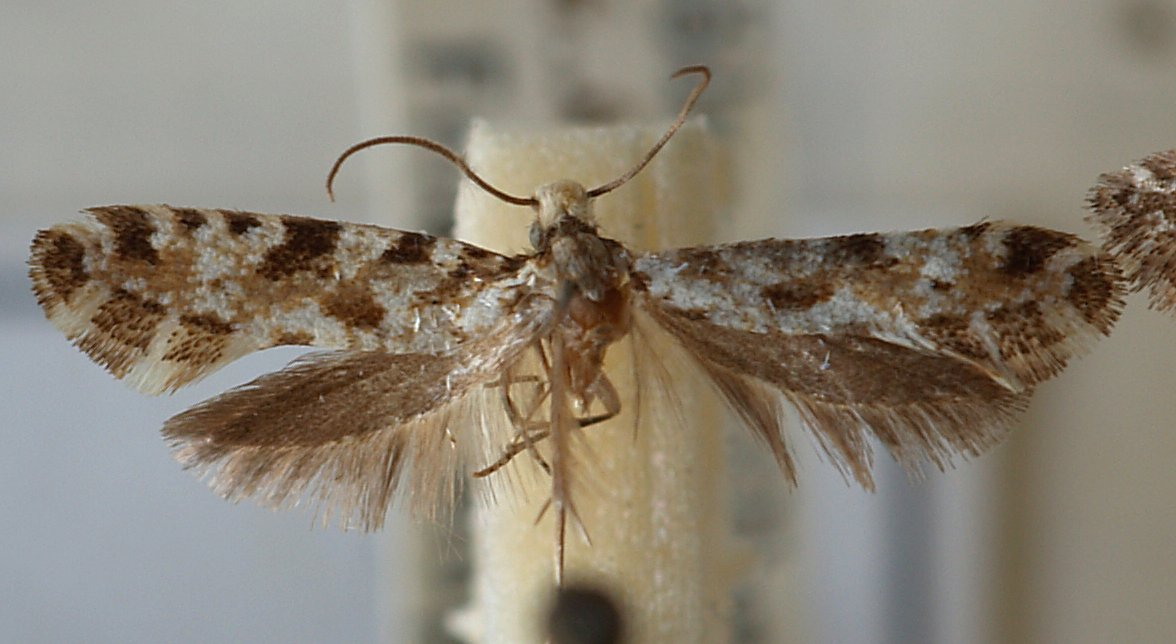
Tinea granella

## Sinonimia
La Sinonimia de Tinea es:
- Acedes Hübner, [1825]
- Autoses Hübner, [1825]
- Chrysoryctis Meyrick, 1886
- Dystinea Börner en Brohmer, 1925
- Monopina[verifica la fuente] Zagulyaev, 1955
- Scleroplasta Meyrick, 1919
- Ses Hübner, 1822
- Taenia (lapsus; no Linnaeus, 1758: preocupado)
- Tinaea (lapsus)
- Tinearia Rafinesque, 1815 (injustificada emendation; no Schellenberg, 1803: preocupado)
- Tineopis Zagulyaev, 1960

Edosa a veces se incluye en Tinea; aquí se trata como género dudosamente distinto por el momento.